# 1538 en philosophie
Chronologie de la philosophie
- 1534
- 1535
- 1536
- 1537
- 1538
- 1539
- 1540
- 1541
- 1542

L’année 1538 a été marquée, en philosophie, par les événements suivants :

## Publications
- Jean Louis Vivès : De anima et vita rassemble les recherches de l'auteur sur la psychologie.

- Juan Luís Vives, « Exercitatio linguæ latinæ sive Colloquia », Christophe Plantin, 1538 (consulté le 17 mai 2007), sur le site de la Bibliotheca Latina : un cours de latin qui est son principal ouvrage didactique et fut réédité dix-huit fois.